# Pseudotrochalus amitinus
Pseudotrochalus amitinus är en skalbaggsart som beskrevs av Hermann Julius Kolbe 1914. Pseudotrochalus amitinus ingår i släktet Pseudotrochalus och familjen Melolonthidae. Inga underarter finns listade i Catalogue of Life.